# Оку, Хироя
Хироя Оку (яп. 奥 浩哉 Оку Хироя, род. 16 сентября 1967 года в Фукуоке) — японский мангака, рисует мангу с 1995 года.
Под псевдонимом Yahiro Kuon выиграл второй приз на Youth Manga Awards в 1988 году. Наиболее известна его манга Gantz, которая была завершена 20 июня 2013 года. В 2011 году в журнале Nikkei Entertainment был опубликован рейтинг наиболее коммерчески успешных мангак современности. Оку занял в нём 11 место.
Первая манга — Hen.
Любимые фильмы: «Матрица», «Терминатор».

## Работы
- Hen (変, 8 томов, 1995—1997, аниме-адаптация в 1996)
- Zero One («01», 3 тома, 1999—2000)
- GANTZ (ガンツ, 37 томов, 2000—2013, аниме-адаптация в 2004—2006)
- Inuyashiki (いぬやしき, 10 томов, 2014—2017)
- GIGANT (10 томов, 2017—2021)